# Charles Summers
Charles Summers (Ilchester, 27 luglio 1825 – Parigi, 30 novembre 1878) è stato uno scultore inglese attivo a Londra, Melbourne e Roma.
Fu una figura importante nel mondo dell'arte australiano degli anni 1850 e 60, ed è particolarmente ricordato come il creatore del memoriale per gli esploratori Burke and Wills a Melbourne.

## Primi anni di vita
Summers nacque a Charlton Mackrell, vicino a Ilchester, nel Somerset, figlio di George Summers, costruttore e muratore e fratello maggiore di Joseph Summers, una persona che spesso mise la propria famiglia in difficoltà economiche. Summers iniziò a lavorare a otto anni come muratore, ma si mise ben presto in luce nella scultura, creando lavori in pietra pieni di fantasia. Ciò determinò il suo impiego come assistente nella creazione della figura monumentale a Weston-super-Mare, che era stata modellata da Henry Weekes, RA. Grazie ai risparmi sul suo salario, raggiunti i 19 anni Summers si recò a Londra e ottenne lavoro presso lo studio di Weekes. Summers successivamente lavorò sotto Musgrave Watson e studiò nelle scuole della Royal Academy. Nel 1851 vinse la medaglia d'argento per il miglior modello della vita e la medaglia d'oro per il soggetto impostato, la Misericordia intercede per i vinti .

## Australia

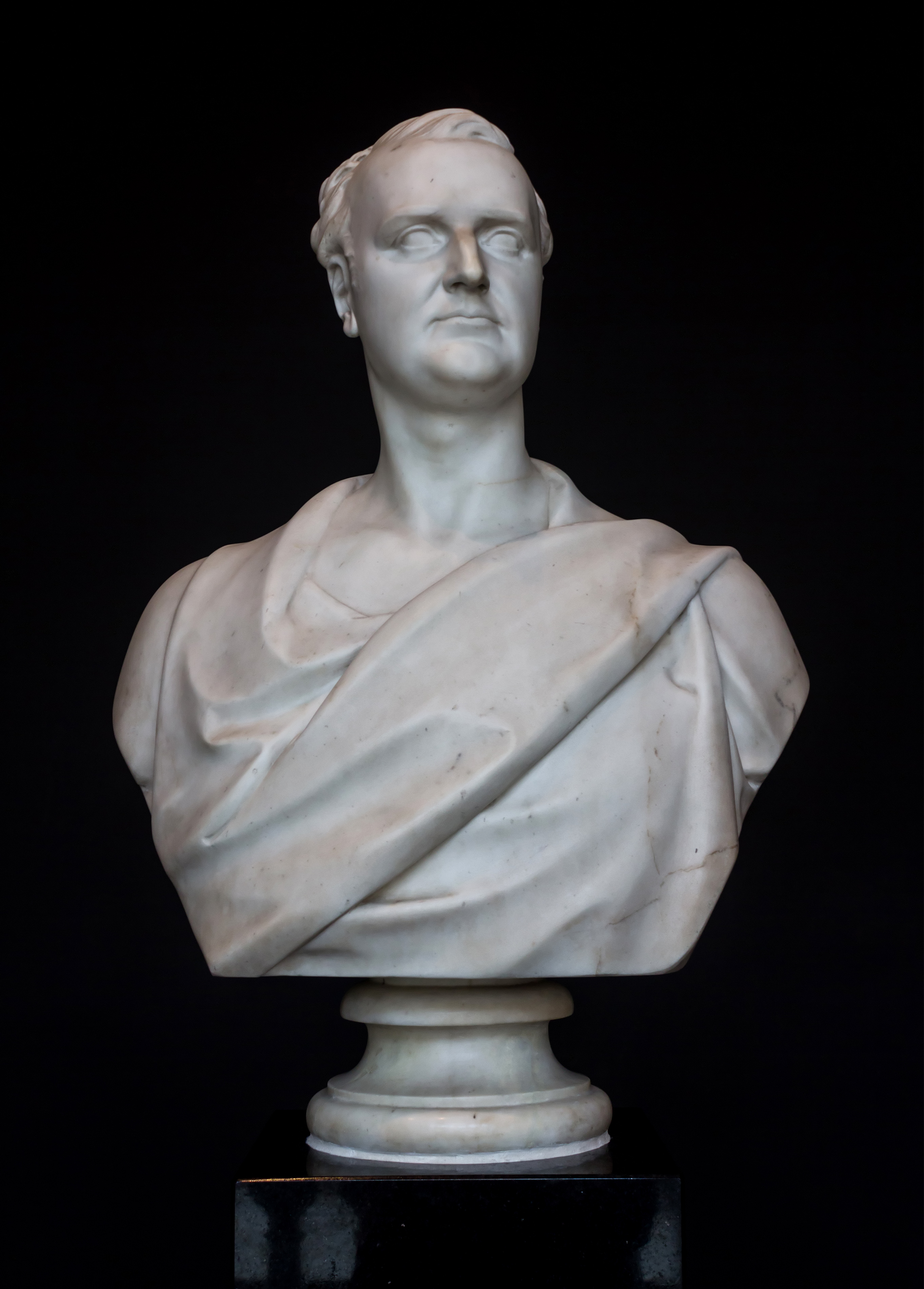
Summers, Busto di Sir Redmond Barry, 1860

Summers, noto per la sua capacità di lavoro, si ammalò per questo: nel 1852 decise di trasferirsi in Australia, dove già si trovava uno dei suoi fratelli. Inizialmente tentò la fortuna con la ricerca di oro, ma poi vedendo una pubblicità che richiedeva modellatori per la nuova sede del Parlamento a Melbourne, ottenne un posto e modellò le figure sul soffitto della sala del consiglio. L'esibizione di alcuni busti alla mostra intercoloniale tenutasi nel 1854 gli fece guadagnare commissioni, che gli consentirono di aprire uno studio in Collins Street. Summers fu fondatore della Victorian Society of Fine Arts nell'ottobre 1856. Summers fu maestro di William Stanford in scultura.
Nel 1864 fu deciso di erigere un memoriale per gli esploratori Burke and Wills . Summers ottenne l'incarico: oltre a modellare le figure, egli costruì una fornace e le gettò in bronzo. La colossale figura di Burke è stata fusa in un'unica operazione, un'impresa straordinaria, se si considera che in Australia non c'erano operai specializzati per questo tipo di lavoro. Al completamento di questo gruppo Summers nel maggio 1867 salpò per l'Inghilterra sul True Briton e dopo aver ottenuto varie commissioni andò a Roma con suo figlio Charles Francis e aprì uno studio. A Roma egli svolse una grande quantità di lavoro, per cui si dotò di una serie di assistenti. Nel 1876 Sir William J. Clarke lo impiegò per realizzare quattro grandi statue in marmo raffiguranti La regina Vittoria, Il principe Alberto, Il principe del Galles e La principessa del Galles per la presentazione alla galleria d'arte di Melbourne. Questi furono completati nel 1878. Poco dopo Summers, mentre si recava in Inghilterra, si ammalò gravemente e morì dopo un'operazione per gotta a Parigi il 30 novembre 1878.

## Eredità
Summers era un espositore regolare alle mostre della Royal Academy; più di 40 delle sue opere furono esposte tra il 1849 e il 1876. Il suo "gruppo Burke and Wills" a Melbourne è un'opera solida e dignitosa, il suo fregio di putti sul vecchio edificio della Bank of New South Wales, ora nel parco dell'Università di Melbourne, è affascinante, e la figura sdraiata di Lady Macleay a Godstone, nel Surrey, è anche meritoria. Summers è uno scultore di limitate qualità: la sua principale qualità è stata intuire la qualità nel lavoro di altri artisti, cosa che ha avuto una buona influenza nei primi tempi dell'arte a Victoria. Diversi esempi del suo lavoro insieme al suo ritratto di Margaret Thomas sono nella collezione storica della National Gallery of Victoria, Melbourne. Summers è anche rappresentato nella galleria di Adelaide e presso la Mitchell Library di Sydney. Summers si sposò quando era giovane: suo figlio, Charles Francis Summers lo seguì nell'arte della scultura, raccogliendone l'eredità, come dimostrano anche le sculture nel Rotorua Museum of Art, in Nuova Zelanda.